# Хузам, Акрам
Акрам Хузам (араб. أكرم خزام‎) — бывший журналист. Родился в Хомсе 2 августа 1956. Проработал директором московского бюро канала Аль-Джазира 9 лет, начиная с его открытия в 1996. Запомнился тем, что когда оканчивал свои репортажи, всегда характерно растягивал в конце название города, канала и даже своё собственное имя. 19 сентября 2005 заявил, что его уволили в связи с выражением его взглядов на ислам, выраженных им в 2004 на одной из российских телепередач. Так, он заявил, что ислам — религия терроризма и что коран учит насилию. После этого Гейдар Джемаль написал письмо в редакцию с просьбой уволить его за оскорбления. После увольнения Акрам работал продюсером на Russia Today, затем перешёл на Cham TV, затем на Al-Hurra.